# Lappersdorf

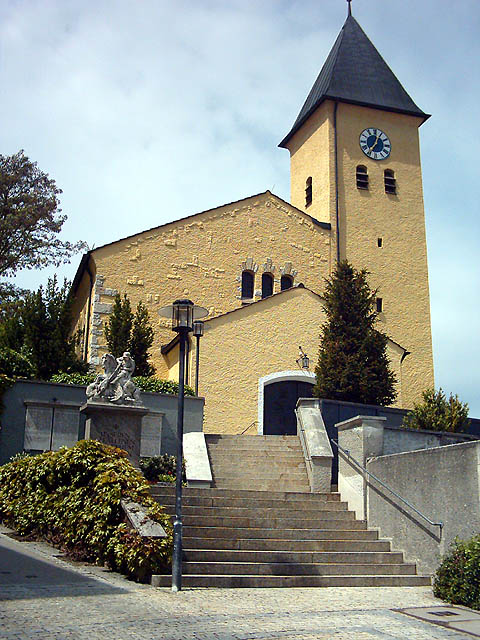
Lappersdorf

Lappersdorf este o comună-târg din districtul Regensburg, regiunea administrativă Palatinatul Superior, landul Bavaria, Germania.